# Onorio Marinari
Onorio Marinari, né le 3 octobre 1627 à Florence en Toscane, mort le 5 janvier 1715 dans cette même ville, est un peintre italien qui est principalement actif à Florence entre 1650 et 1715. Il est connu pour ses compositions religieuses et ses peintures dévotionnelles intimes. Marinari conçoit également des cadrans solaires et est connu comme un interprète accompli de l'alto  .

## Vie
Marinari est né à Florence en 1627, fils d'un peintre relativement inconnu du nom de Gismondo Marinari. Selon son premier biographe, Filippo Baldinucci, Onorio étudie avec son père avant d'entrer dans l'atelier de son ami et cousin, Carlo Dolci. Au cours de ses premières années de tutelage sous Dolci, il fait des copies d'après l'œuvre de son maître. Celles-ci sont si accomplies qu'elles sont indiscernables de leurs modèles. Par la suite, Marinari travaille à Florence avec le peintre Volterrano. Il se rend ensuite à Rome et en Lombardie.

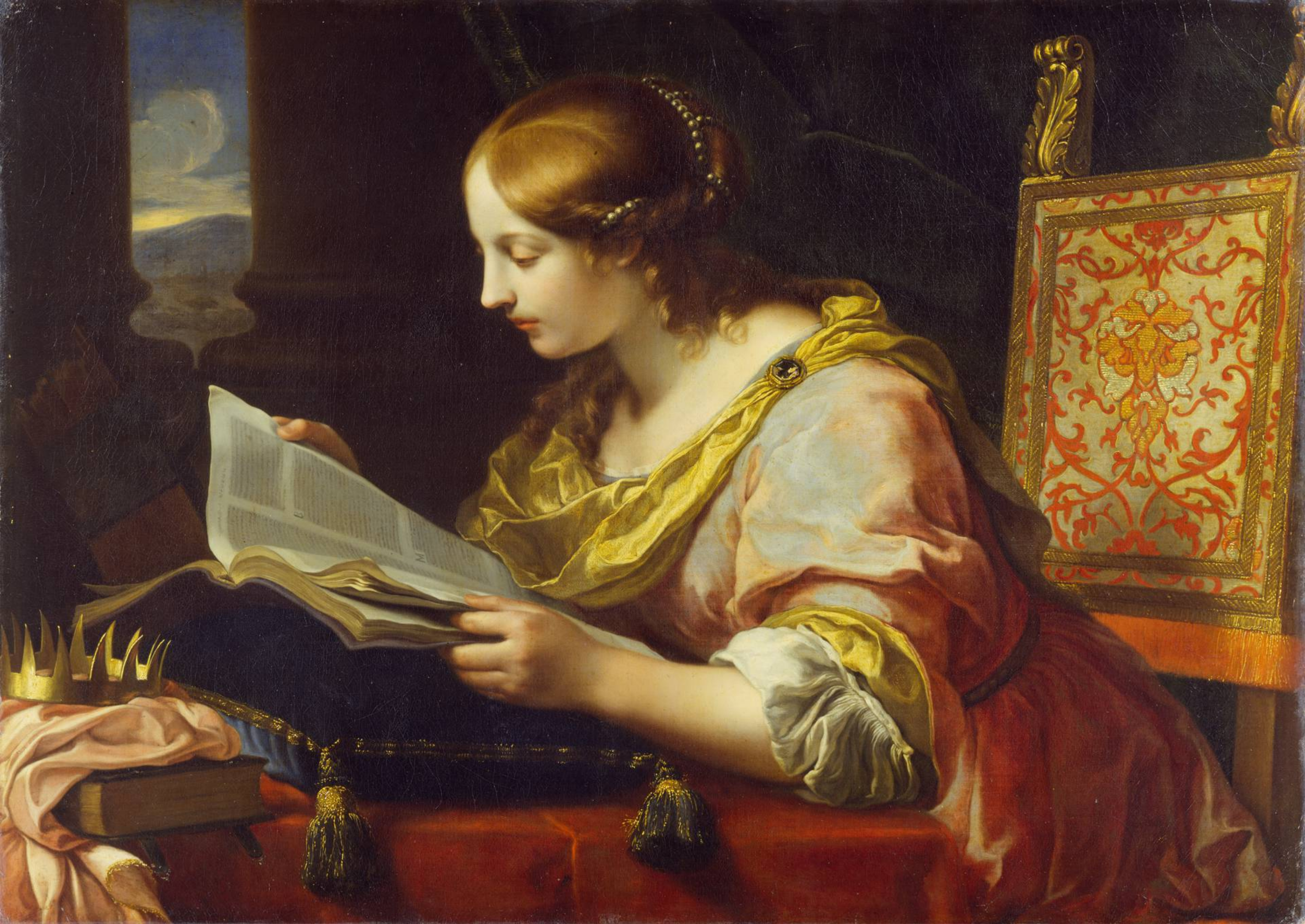
Sainte Catherine d'Alexandrie lisant un livre

Mentionné pour la première fois dans les papiers de l'Académie du dessin en 1648, Marinari occupe des fonctions importantes au sein de cette institution. Il est élu plusieurs fois consul et conseiller et obtient en 1679 le titre d'académicien, privilège accordé uniquement aux artistes connus et estimés.
Marinari conçoit également des cadrans solaires et publie en 1674 un traité sur leur construction intitulé Fabbrica et uso dell'annulo astronomico instrumento universale per delineare orivoli solari. Il est connu comme un interprète accompli de l'alto. Il a la réputation d'être un homme pieux et intensément religieux.

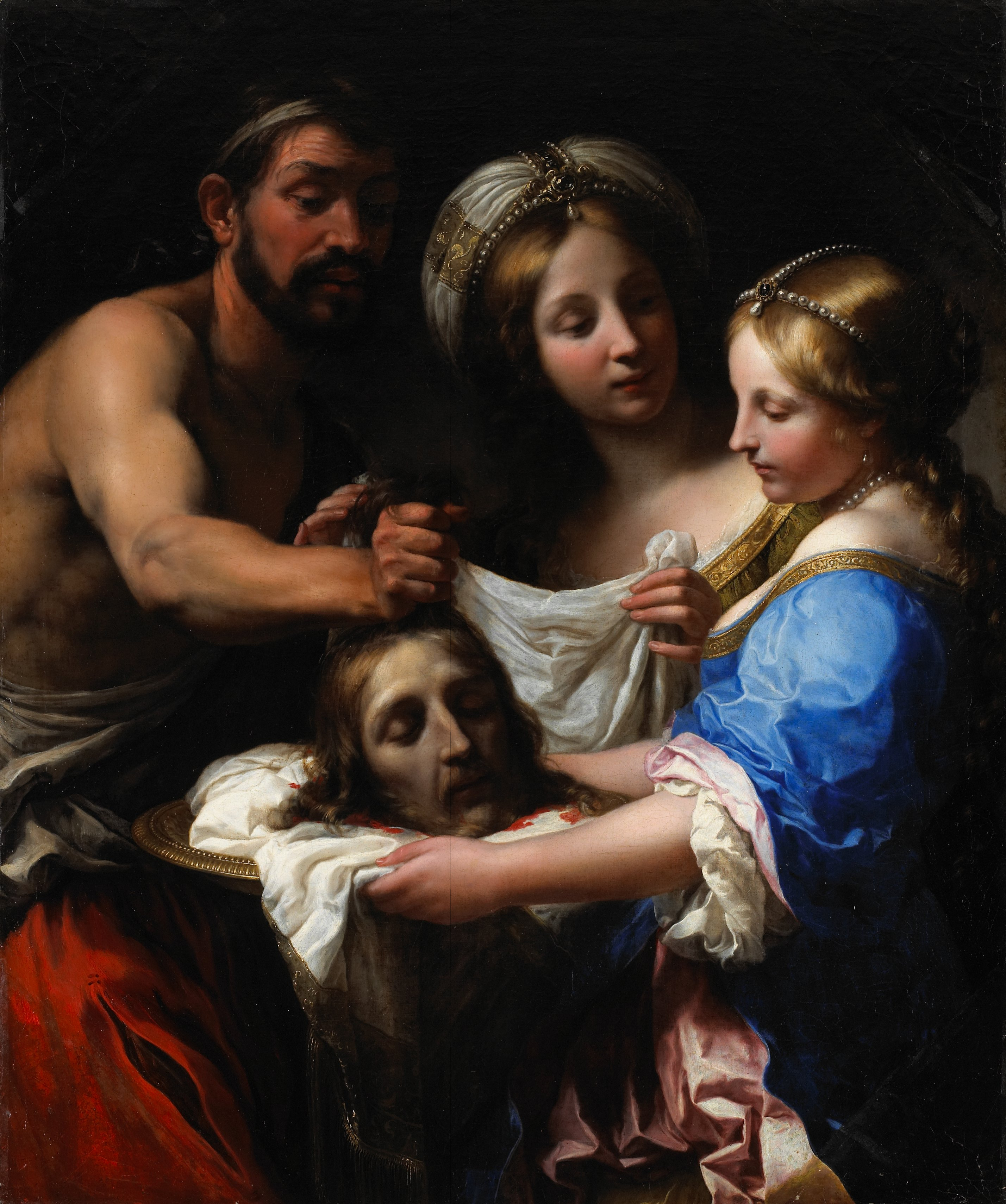
Salomé avec la tête de Jean le Baptiste

Il reçoit de nombreuses commissions religieuses importantes dans toute la Toscane, notamment pour des retables dans les églises florentines. Il travaille également pour des mécènes privés pour lesquels il réalise de petits tableaux de dévotion. Bartolomeo Bimbi est un de ses élèves .

## Œuvres
- Autoportrait, Corridor de Vasari, Galerie des Offices.
- Salomé et la tête de St-Jean Baptiste, Musée des beaux-arts, Budapest.
- Sainte Catherine d'Alexandrie, huile sur toile, vers 1670, Wallace Collection, Londres.
- Saint Agnès.
- Fresques du Palazzo Capponi à Florence, 1707.
- La Vierge avec l'Enfant remettant un rosaire à saint Dominique en présence de sainte Rose de Lima, patronne des Amériques, huile sur toile, 203,5 x 145 cm, musée des beaux-arts de Brest[5]

## Source de la traduction
- (en) Cet article est partiellement ou en totalité issu de l’article de Wikipédia en anglais intitulé « Onorio Marinari » (voir la liste des auteurs).